# Dylan Thomas
Dylan Marlais Thomas (27 tháng 10 năm 1914 – 09 tháng 11 năm 1953) là nhà thơ xứ Uên (Vương quốc Anh), tác giả của những bài thơ nổi tiếng "Đừng ra đi nhẹ nhàng vào đêm tối", "Và cái chết thì cẳng có quyền hành"…
Thomas sinh ở Swansea, xứ Uên vào năm 1914. Bố của ông là một nhà văn và một nhà giáo có tiếng trong vùng. Năm lên 16 tuổi Thomas bỏ học và đi làm báo trong một thời gian. Năm lên 20 tuổi, sau khi xuất bản tập 18 bài thơ, Thomas Dylan trở thành một trong những nhà thơ nổi tiếng nhất của nước Anh.
Năm 1937 Thomas cưới Caitlin MacNamara. Họ có ba người con, hai trai, một gái. Thời kỳ Chiến tranh thế giới thứ II Thomas không bị gọi nhập ngũ vì tình trạng sức khỏe mà ông viết các bài tuyên truyền cho chính sách của chính phủ.
Thomas rất thích khoe với mọi người về chuyện uống nhiều rượu của ông. Một trong những câu nói nổi tiếng nhất: Tôi uống 18 cốc Uýt-ki liền một mạch. Và tôi nghĩ rằng đấy là kỷ lục (I've had 18 straight whiskies. I think that's the record).
Ngày 9 tháng 11 năm 1953 Thomas uống rượu tại quán rượu "Con ngựa trắng" (White Horse Tavern) ở Manhattan, New York và bất tỉnh, ít lâu sau đó ông qua đời tại bệnh viện Thánh Vincent. Nguyên nhân của cái chết được xác định là viêm phổi, huyết áp cao và bệnh gan do uống quá nhiều rượu. Sau khi chết, thi thể của ông được đưa về Xứ Uên, mai táng gần nhà thờ Talacharn (Laugharne). Năm 1994 vợ ông cũng được chôn tại đây.

## Một số tập thơ
- 18 bài thơ (18 Poems, 1934)
- Hai lăm bài thơ (Twenty-Five Poems, 1936)
- Bản đồ của tình yêu (The Map of Love, 1939)
- Thơ mới (New Poems. 1943)
- Cái chết và lối vào (Deaths and Entrances, 1946)
- Hai mươi sáu bài thơ (Twenty-Six Poems, 1950)
- Trong xứ ngủ (In Country Sleep, 1952)
- Toàn tập thơ (Collected Poems, 1953)
- Tuyển tập tác phẩm (Selected Writings, 1946)

## Một số bài thơ
| Đừng ra đi lặng lẽ vào đêm tối Buổi xế chiều cần phải sống vui lên Ngày sắp tàn – nhớ lo mà giữ lại. Người khôn ngoan biết sự đời là vậy Nhưng tiếng sét kia đâu bổ đôi lời Đừng ra đi lặng lẽ vào đêm tối. Những người tốt vẫn mong làm việc mãi Cho cuộc đời này thêm tốt đẹp hơn Ngày sắp tàn – nhớ lo mà giữ lại. Người hoang dã trong muộn màng nhận thấy Rằng cuộc đời có thể đã khác hơn Đừng ra đi lặng lẽ vào đêm tối. Người mù quáng nhận ra trong phút cuối Nhìn cuộc đời với ánh mắt khát khao Ngày sắp tàn – nhớ lo mà giữ lại. Cha của tôi giờ ở trên cao ấy Với nước mắt nóng bỏng, tôi thề nguyền. Đừng ra đi lặng lẽ vào bóng đêm. Ngày sắp tàn – nhớ lo mà giữ lại. Và cái chết thì chẳng có quyền hành Xác chết trần truồng với người đang sống Trong ngọn gió và trăng buổi hoàng hôn Và khi những bộ xương kia phân hủy Có những ngôi sao ở khuỷu tay, ở bàn chân Dù là người điên thì vẫn còn suy nghĩ Dù chìm xuống biển thì vẫn sẽ hồi sinh Dù những người tình chết thì tình vẫn sống Và cái chết thì chẳng có quyền hành. Những cơn gió ngầm của biển Sẽ nằm yên, không chết khi lặng sóng Như những sợi dây quấn vào bánh xe Mà dây sẽ không bị đứt bao giờ Và lòng tin sẽ chia làm hai mảnh Khi con kỳ lân lầm lỗi chạy ngang qua Sự phân chia sẻ chất thành một đống Và cái chết thì chẳng có quyền hành. Không còn tiếng hải âu kêu bên tai mình Không còn tiếng sóng rì rào của biển Khi bông hoa đã chẳng còn là hoa Để nâng cánh hoa đón những giọt mưa Dù họ là điên và cái chết như đinh đóng Nhân vật chính là búa gõ trên hoa cúc xuân Vẫn hướng lên, một khi mặt trời còn sống Và cái chết thì chẳng có quyền hành. Bản dịch của Hồ Thượng Tuy | Do not go gentle into that good night Do not go gentle into that good night, Old age should burn and rave at close of day; Rage, rage against the dying of the light. Though wise men at their end know dark is right, Because their words had forked no lightning they Do not go gentle into that good night. Good men, the last wave by, crying how bright Their frail deeds might have danced in a green bay, Rage, rage against the dying of the light. Wild men who caught and sang the sun in flight, And learn, too late, they grieved it on its way, Do not go gentle into that good night. Grave men, near death, who see with blinding sight Blind eyes could blaze like meteors and be gay, Rage, rage against the dying of the light. And you, my father, there on the sad height, Curse, bless, me now with your fierce tears, I pray. Do not go gentle into that good night. Rage, rage against the dying of the light. And death shall have no dominion And death shall have no dominion. Dead men naked they shall be one With the man in the wind and the west moon; When their bones are picked clean and the clean bones gone, They shall have stars at elbow and foot; Though they go mad they shall be sane, Though they sink through the sea they shall rise again; Though lovers be lost love shall not; And death shall have no dominion. Under the windings of the sea They lying long shall not die windily; Twisting on racks when sinews give way, Strapped to a wheel, yet they shall not break; Faith in their hands shall snap in two, And the unicorn evils run them through; Split all ends up they shan't crack; And death shall have no dominion. No more may gulls cry at their ears Or waves break loud on the seashores; Where blew a flower may a flower no more Lift its head to the blows of the rain; Though they be mad and dead as nails, Heads of the characters hammer through daisies; Break in the sun till the sun breaks down, And death shall have no dominion. |